# Równowaga organizacyjna
Równowaga organizacyjna – pojęcie z zakresu zarządzania, które rozumiane jest jako:
1. stan relacji między organizacją i jej otoczeniem oraz wewnątrz organizacji, który jest względnie trwały i zmienny tylko w określonych granicach.
2. warunek skuteczności procesów zarządzania, który jest podstawą do bieżącego funkcjonowania i rozwoju organizacji. Warunek ten jest spełniony wtedy, kiedy organizacja jest w stanie sterować sobą (tj. formułować cele i powodować ich realizację) oraz utrzymywać swoją strukturę, jako elementu wyodrębnionego z otoczenia.

Znaczenie równowagi
Znaczenie równowagi zostało dostrzeżone między innymi w filozofii chińskiej. Koncepcja yin i yang zakłada istnienie dwóch pierwiastków wszechświata: pozytywnego (aktywnego) i negatywnego (biernego). Pierwiastki te są przeciwne, ale jednocześnie uzupełniają się wzajemnie, jedno nie może istnieć bez drugiego np. kobieta i mężczyzna, chłód i ciepło, dzień i noc. Pierwiastki te zwykle znajdują się w stanie równowagi. W przypadku zakłócenia równowagi dążą do jej przywrócenia. Wzajemne oddziaływanie tych pierwiastków jest przyczyną powstawania i zmiany wszystkich rzeczy. Pojęcie równowagi znalazło zastosowanie w różnych dziedzinach np. w biologii, medycynie, ekonomii oraz teorii gier.
Koncepcja równowagi organizacyjnej
Koncepcja równowagi organizacyjnej wykracza poza ograniczenia wynikające z koncentrowania się na modelach opisujących zachowania organizacyjne. Jej zastosowanie pozwoliło uwzględnić także aspekt materialno-techniczny. W ten sposób koncepcja równowagi organizacyjnej może być wystarczającą podstawą kompleksowego zarządzania organizacjami i w organizacjach.
Przesłanką zdefiniowania i zastosowania koncepcji równowagi organizacyjnej były między innymi: nasilająca się zmienność otoczenia współczesnych organizacji, złożoność i dynamika ich wewnętrznych procesów, zakłócenia oraz niesprawność organizacji. Równowaga organizacyjna ma podstawowe znaczenie dla zrozumienia dynamiki zmian zachodzących wewnątrz organizacji oraz dynamiki jej relacji z otoczeniem. Zakłada się, że zmiany są implikowane przez dążenie do przywracania równowagi lub jej zakłócenia. Stan organizacji jest wypadkową tych dwóch dążeń. Jest to stan równowagi dynamicznej, a więc stan podlegający wahaniom w określonych granicach.
Stany równowagi organizacyjnej
Wyróżnia się stan równowagi wewnętrznej oraz stan równowagi zewnętrznej. Stan równowagi zewnętrznej to taki stan, w którym organizacja spełnia wymagania otoczenia, czyli dostarcza mu potrzebnych produktów, a otoczenie spełnia wymagania organizacji, czyli dostarcza mu środków na kontynuację i rozwój działalności. Stan równowagi wewnętrznej to taki stan, w którym organizacja spełnia oczekiwania uczestników (pracowników) wobec organizacji (np. wynagrodzenie, rozwój zawodowy) oraz organizacji wobec uczestników (np. zaangażowanie w sprawy organizacji w kategorii czasu oraz kwalifikacji).
Równowaga wewnętrzna i zewnętrzna mają dwa podstawowe wymiary: materialny i społeczny. Równowaga materialna zewnętrzna to taki stan, w którym zasilenia materialne (w szczególności finansowe) organizacji przez otoczenie pokrywają wszelkie koszty jej funkcjonowania, zapewniając możliwość kontynuowania działania i realizację nadwyżki ekonomicznej (zysku), który może stanowić podstawę jej rozwoju. Równowaga społeczna zewnętrzna to taki stan, który jest definiowany, jako poziom społecznej akceptacji dla organizacji i jej działań. Równowaga materialna wewnętrzna dotyczy sfery świadczeń uczestników na rzecz organizacji, organizacji na rzecz uczestników oraz materialną harmonizację działań i operacji składających się na realizowane w organizacji procesy. Równowaga społeczna wewnętrzna opiera się na harmonii między organizacją (w praktyce jej kierownictwem) oraz uczestnikami (członkami). Harmonia ta przejawia się między innymi w akceptacji oraz zrozumieniu organizacji i jej uczestników.
Równowaga funkcjonalna to sytuacja, w którym równowagi zewnętrzne i wewnętrzne, znajdują się w taki stanie, w którym organizacja poddaje się zarządzaniu, tzn. reaguje prawidłowo na impulsy ośrodka kierowniczego i może realizować swoją misję i cele w stopniu uznawanym za wystarczający.
Utrata lub zakłócenie równowagi organizacyjnej
W przypadku utraty lub zakłócenia równowagi organizacja musi poddać się zmianie. Zarządzanie zmianą cechuje dobrze zarządzane organizacje. W teorii zarządzania stosuje się instrumenty destabilizacji i stabilizacji. Działania stabilizacji służą podniesieniu stanu równowagi na wyższy poziom. Działania destabilizacji służą do obniżenia poziomu równowagi. Do instrumentów stabilizacji zalicza się: dodatkowe finansowanie, mobilizację społeczną, zmiany oferowanego portfela produktów i dyscyplinę. Wśród działań destabilizujących znajdują się między innymi innowacje, które mogą prowadzić do redefinicji całościowej równowagi funkcjonalnej.
W transformacji organizacji zastosowanie znajduje model przerwanej równowagi (ang: punctuated equlibrium). Teoria ta opisuje organizacje, które rozwijają się w stosunkowo długim okresie przebywając w stanie równowagi (okresy równowagi) w zakresie swojej podstawowego modelu działalności, która jest zakłócana krótkimi wybuchami podstawowych zmian (okres rewolucyjny).
Równowaga organizacyjna w teoriach
W teorii zagadnienia można zwrócić uwagę między innymi na różnice w podejściach do definiowania równowagi organizacyjnej. Na przykład w przypadku H. Simona równowaga organizacyjna implikuje stan, w którym suma wkładu wszystkich uczestników może gwarantować typy i ilość niezbędnych zachęt, które muszą być wypłacone. W tym przypadku, funkcja organizacyjna, tj. tworzenie, przetwarzanie oraz wymiany produktów i usług, są ignorowane. W odróżnieniu od H. Simona, C. I. Bernard przywiązywał ważne znaczenie do tej funkcji organizacyjnej, tzn. tworzenie, przetwarzanie oraz wymiana produktów i usług.
Koncepcji równowagi organizacyjnej można doszukiwać się w teoriach: H. Fayola, H. Mintzberga, G. Morgana oraz H. Volberdy. W swojej teorii H. Fayol rozróżnia kilka równowag w tym między innymi pomiędzy autorytetem i odpowiedzialnością oraz interesami osobistymi i ogólnymi. Równowaga organizacyjna w teorii Fayola to równowaga pomiędzy interesami. Równowaga organizacyjna w teorii H. Mintzberga to stała konfiguracja, w teorii G. Morgana to różnorodność obrazów, natomiast równowaga organizacyjna w teorii H. Volberda to dopasowanie zawirowań i elastyczności.